# De Zomerpolder van Kolderwolde
De particuliere polder De Zomerpolder van Kolderwolde was een polder nabij Kolderwolde, die een door de ingelanden opgericht bestuursorgaan was van 1813 tot 1835. 
Het contract dat werd gesloten voorzag in het vernieuwen van de molen van Kolderwolde, onderhoud van de dijken en aanleg van een zomerpolder aan de andere zijde van de vaart in het dorp. Voor het vernieuwen van de molen werd een bestaande molen vanuit Nijelamer gehaald. In 1835 ging de polder met de Particuliere polder De Grote Woudpolder op in de Veenpolder De Grote Noordwolderveenpolder, die nog weer later een volwaardig waterschap zou worden.